# One of the Few
«One of the Few» (с англ. — «Один из немногих») — песня британской прогрессивной рок-группы Pink Floyd. Она была выпущена в качестве третьей композиции на альбоме The Final Cut в 1983 году. Песня длится 1 минуту и 12 секунд. В ней можно услышать тикающие часы на заднем плане и постоянный барабанный бой. Мелодия выражена по большей части в ре-минорной гамме. Текст песни описывает возвращение ветерана войны с поля боя (в частности, пилота Битвы за Британию, широко известного как «The Few»), чтобы продолжить преподавание. Тикающие часы переходят к следующей песне «The Hero’s Return», который поётся с точки зрения ветерана. Это одна из отвергнутых песен на The Wall, и её рабочее название было «Teach».
Строчка «Make 'em laugh, Make 'em cry» в третьем и последнем куплете песни повторяется в третьем куплете песни «Not Now John», которая является двенадцатой композицией в The Final Cut.

## Отзывы критиков
В ретроспективном обзоре на The Final Cut Рэйчел Манн из The Quietus описала «One of the Few» как «жалобный и сознательно перекликающийся со стихотворением Уилфреда Оуэна „Проводы“, в котором говорится о запасных путях и поездах, готовых увезти молодых людей на погибель».

## Участники записи
- Роджер Уотерс — вокал, акустическая гитара, синтезатор, бас-гитара